# Codeine
I Codeine sono un gruppo rock statunitense formato nel 1989 a New York (ma attivo principalmente a Chicago) da Stephen Immerwahr (voce e basso), Chris Brokaw (batteria) e John Engle (chitarra).
Contemporanei degli Slint, sono stati gli ispiratori dello slowcore, sottogenere rock dove i ritmi sono rallentati all'eccesso. Il nome del gruppo si riferisce all'alcaloide del papavero codeina, usato come sedativo della tosse.

## Storia
Hanno esordito nel 1990 per la Glitterhouse con l'album Frigid Stars (ripubblicato dalla Sub Pop l'anno seguente), considerato il disco-manifesto del genere slowcore. Dopo il singolo Realize ed il mini-album Barely Real al quale ha partecipato David Grubbs al piano, il batterista Chris Brokaw lascia il gruppo per formare i Come e viene sostituito da Doug Scharin.
Nel 1994 pubblicano il secondo ed ultimo album The White Birch poco prima dello scioglimento: in questo lavoro le composizioni sono più lunghe ma anche più destrutturate del precedente.
Sharin fonderà prima i Rex, poi gli HiM ed infine i June of 44. Non più attivo come musicista, Stephen Immerwahr ha creato una propria etichetta, la Obscure Origin.

### La reunion del 2012
Nel febbraio del 2012, i Codeine hanno annunciato che si esibiranno il 26 maggio su richiesta dei Mogwai all'I'll Be Your Mirror, festival satellite del All Tomorrow's Parties, data del tour previsto per promuovere la riedizione dei loro lavori dall'etichetta The Numero Group.

## Discografia

### Album in studio
- 1990 - Frigid Stars
- 1994 - The White Birch

### EP
- 1992 - Barely Real

## Partecipazioni
- 1995 - A Means to an End Tributo ai Joy Division con il brano Atmosphere